# Der Totenzeichner
Der Totenzeichner ist ein 2015 bei Bastei Lübbe erschienener Kriminalroman des deutschen Schriftstellers Veit Etzold.

## Die Hauptfiguren
Detective Sergeant John Brooks ist ein erfahrener Kriminalpolizist im Morddezernat der Polizei Los Angeles und alleinstehend.
Clara Vidalis ist Hauptkommissarin bei der Mordkommission des Landeskriminalamtes (LKA) Berlin und ebenfalls alleinstehend.
Dr. Martin Friedrich, genannt MacDeath, gehört ebenfalls dem LKA Berlin an und leitet dort die Abteilung Operative Analyse. Zu Beginn seiner beruflichen Tätigkeit studierte er an den Universitäten in Harvard und Virginia Medizin, bevor er mehrere Jahre in der Abteilung für Verhaltensforschung des FBI arbeitete. Er ist Witwer. Seine Frau starb bei einem Geheimdiensteinsatz.
Aildrik Barings erfüllt mit höchster Effizienz und Kompromisslosigkeit die ihm gestellten Aufträge. Er steht unter dem Schutz der Geheimdienste und handelt bei Gelegenheit auch zur Erfüllung seiner eigenen Vorlieben.

## Inhalt
2004 zieht sich eine Mordserie durch Los Angeles (L. A.). Die Polizei findet eine Reihe von Leichen, bei denen die Begehungsweise der Tat auf ein und denselben Täter hindeutet. Allen wurde das Herz herausgerissen. Der letzte Tote ist der Sohn des Polizeichefs von Los Angeles. Dessen Herz hat der Täter unter einer Tellerhaube zurückgelassen, mit Kräutern und Pfeffer bestreut. Daneben findet sich eine Serviette mit der blutigen Aufschrift „Enjoy it d(e)ad“. Die Polizei nennt den Täter Angel of Death – Engel des Todes. Der Polizeichef begeht einige Jahre später Selbstmord.
Nach dem Tod des Sohnes des Polizeichefs vergehen zehn Jahre, ohne dass der Täter wieder in Erscheinung tritt. Dann taucht in der Berliner Wohnung eines mächtigen Bandenbosses eine hünenhafte Gestalt auf. Mit bloßen Händen und einem Kugelschreiber bringt sie den Pitbull des Bandenbosses um, als dieser den Hund auf ihn hetzt. Den Messerangriff des Kriminellen pariert der Hüne ebenfalls ohne Einsatz einer Waffe und fesselt ihn. Anschließend schnitzt er dem Bandenboss mit dessen Messer tiefe Zeichen ein, bevor er ihn schließlich durch Entnahme des Herzens tötet. Das Herz nimmt er mit.
Clara Vidalis ermittelt gemeinsam mit MacDeath in dem Fall, ohne zunächst Ergebnisse zu erzielen. Erst als sich MacDeath wieder erinnert, wo er die in die Leiche des Bandenbosses eingeschnitzten Zeichen schon einmal gesehen hat, gelingt ihnen ein Schritt vorwärts. Sie nehmen Kontakt zu einem FBI-Verhaltensforscher und ehemaligen Ausbilder von MacDeath, Ted Williams, auf, der schließlich zusammen mit der DNA des L.-A.-Killers und Brooks nach Berlin kommt. Es stellt sich anhand der DNA heraus, dass der Mörder des Bandenbosses und der Killer aus dem Jahr 2004 in Los Angeles ein und dieselbe Person sein müssen. Allerdings taucht sie in keiner der abgefragten polizeilichen Datenbanken auf.
In der Zwischenzeit hat der Hüne drei weitere – zufällige – Opfer gefunden, als er während Ausschreitungen in seinem Auto von diesen mit Steinen beworfen wird. Einer der drei Männer überlebt die Gewalttätigkeit des Hünen schwerverletzt, die anderen beiden nicht. Wieder verziert der Killer einen der Toten mit Zeichen, die einem stilisierten Dach (ᴧ) ähneln.
Im Zuge der Ermittlungen wird Clara Vidalis, MacDeath und den anderen allmählich klar, dass der Gesuchte es gezielt auf Kriminelle und ihm körperlich zumindest Ebenbürtige abgesehen hat. Anscheinend braucht der Killer das Gefühl des Risikos, in der direkten Konfrontation mit dem potentiellen Opfer auch unterliegen zu können.
Dementsprechend ist sein nächstes, sorgfältig ausgesuchtes Opfer wieder ein mächtiger Gangsterboss. Kaltblütig erschießt er dessen Leibwächter und zwei zufällig anwesende Prostituierte. Anschließend bricht er seinem ausgesuchten Opfer das Rückgrat, sodass sich dieses nicht wehren kann, als ihm der Killer bei lebendigem Leib die schon bekannten Zeichen in großer Zahl einschneidet.
Inzwischen kommen die Ermittler auf die Idee, dass der Gesuchte die zehn Jahre zwischen Los Angeles und Berlin in militärischen Einsätzen verbracht haben könnte, allerdings in speziellen Einheiten, da die offiziellen Datenbanken immer noch nichts hergeben. Mit Williams Hilfe gelingt ihnen der inoffizielle Zugriff auf eine nicht digitalisierte CIA-Akte und sie erfahren den Namen eines potentiellen Täters. Allerdings bekommt die CIA sehr schnell davon Wind, dass unautorisiert eine streng geheime Akte geöffnet wurde und Daten weitergegeben wurden. Kurz bevor Sonderkommandos der Berliner Polizei auf den Mann zugreifen wollen, wird Aildrik Barings von der CIA der Strafverfolgung entzogen …